# Сповідь небезпечної людини
«Сповідь небезпечної людини» (англ. Confessions of a Dangerous Mind) — американський шпигунський трилер режисера Джорджа Клуні, що вийшов 2002 року. У головних ролях Сем Роквелл, Дрю Беррімор; стрічку створено на основі неофіційної автобіографії Чака Барріса.
Сценаристом був Чарлі Кауфман, продюсером — Ендрю Лазар. Вперше фільм продемонстрували у травні 2002 року у Франції на Кіноринку Каннського кінофестивалю.
В Україні у кінопрокаті фільм не демострувався. Переклад та озвучення українською мовою здійснено студією «1+1».

## Сюжет
Чак Барріс — відомий американський телеведучий, на зорі своєї кар'єри керівництво не сприймало його ідей. Проте через деякий час його шоу почали показуватись. Тепер він відомий творець відомих телешоу, багато з яких показувались неодноразово у різних варіаціях. Але, як стверджує сам Барріс, він вів подвійне життя. Ще на початку кар'єри його завербувало ЦРУ, для якого він виконував різноманітні завдання.

## У ролях
| Актор                  | Персонаж                                | Роль                                                   |
| ---------------------- | --------------------------------------- | ------------------------------------------------------ |
| Сем Роквелл Майкл Сера | Чак Барріс (англ. Chuck Barris)         | американський телеведучий, продюсер, а також агент ЦРУ |
| Дрю Беррімор           | Пенні Пачіно (англ. Penny Pacino)       | дівчина Чака, з яким вони знайомі з 1960-х років       |
| Джордж Клуні           | Джим Берд (англ. Jim Byrd)              | агент ЦРУ, що завербував Чака                          |
| Джулія Робертс         | Патріція Вотсон (англ. Patricia Watson) | агент ЦРУ                                              |
| Рутгер Гауер           | Кілер (англ. Keeler)                    | американсько-німецький шпигун, що здружився з Чаком    |
| Джері Вайнтравб        | Ларрі Ґолдберґ (англ. Larry Goldberg)   | президент ABC                                          |
| Роберт Джон Берк       | Дженкс (англ. Jenks)                    | інструктор                                             |
| Меггі Джилленгол       | Деббі (англ. Debbie)                    |                                                        |
| Рашель Лефевр          | Тувія (англ. Tuvia)                     |                                                        |

Крім того, Річард Кайнд виконав роль кастинг-директора, а Бред Пітт та Метт Деймон з'явилися з коротенькими камео в ролі холостяків на телешоу.

## Сприйняття

### Критика
Фільм отримав загалом позитивні відгуки: Rotten Tomatoes дав оцінку 79 % на основі 159 відгуків від критиків (середня оцінка 7,2/10) і 71 % від глядачів із середньою оцінкою 3,4/5 (56,550 голосів). Загалом на сайті фільми має позитивний рейтинг, фільму зарахований «стиглий помідор» від кінокритиків і «попкорн» від глядачів, Internet Movie Database — 7,0/10 (55 169 голосів), Metacritic — 67/100 (33 відгуки критиків) і 7,9/10 від глядачів (34 голоси). Загалом на цьому ресурсі від критиків і від глядачів фільм отримав позитивні відгуки.

### Касові збори
Під час показу у США протягом першого (вузького, зі 31 грудня 2002 року) тижня фільм був показаний у 4 кінотеатрах і зібрав $87,199, що на той час дозволило йому зайняти 47 місце серед усіх прем'єр. Наступного (широкого, зі 24 січня 2003 року) тижня фільм був показаний у 1,769 кінотеатрах і зібрав $5,833,052 (8 місце).
Показ протривав 122 днів (17,4 тижня) і завершився 4 вересня 2003 року. За цей час фільм зібрав у прокаті у США $16,007,718, в інших країнах — $17,006,087, тобто загалом $33,013,805 при бюджеті $29 млн.

### Нагороди і номінації[10]
| Рік  | Нагорода                                  | Категорія                                                                                  | Номінант                    | Результат |
| ---- | ----------------------------------------- | ------------------------------------------------------------------------------------------ | --------------------------- | --------- |
| 2002 | Національна рада кінокритиків США         | Найкращий адаптований сценарій                                                             | Чарлі Кауфман               | Перемога  |
| 2002 | Національна рада кінокритиків США         | Нагорода за особливі досягнення                                                            | Джордж Клуні                | Перемога  |
| 2002 | Toronto Film Critics Association Awards   | Найкращий дебют                                                                            | Джордж Клуні                | Номінація |
| 2003 | Берлінський кінофестиваль                 | Найкращий актор / Срібний ведмідь                                                          | Сем Роквелл                 | Перемога  |
| 2003 | Берлінський кінофестиваль                 | Золотий ведмідь                                                                            | Джордж Клуні                | Номінація |
| 2003 | Broadcast Film Critics Association Awards | Найкращий сценарист                                                                        | Чарлі Кауфман               | Перемога  |
| 2003 | Chicago Film Critics Association Awards   | Найбільш обіцяючий виконавець                                                              | Меґґі Ґілленгаал            | Перемога  |
| 2003 | Chicago Film Critics Association Awards   | Найбільш обіцяючий режисер                                                                 | Джордж Клуні                | Номінація |
| 2003 | Golden Trailer Awards                     | Найоригінальнший                                                                           | фільм                       | Номінація |
| 2003 | Las Vegas Film Critics Society Awards     | Sierra Award (Найкраща стрічка)                                                            | фільм                       | Перемога  |
| 2003 | Motion Picture Sound Editors              | Golden Reel Award (Найкращий звуковий монтаж у художньому — музичному — художньому фільмі) | Ендрю Сілвер, Стівен Лотвіс | Номінація |
| 2003 | Phoenix Film Critics Society              | Найкращий актор у головній ролі                                                            | Сем Роквелл                 | Перемога  |
| 2003 | Phoenix Film Critics Society              | Найкращий сценарій — адаптований                                                           | Чарлі Кауфман               | Номінація |
| 2003 | Phoenix Film Critics Society              | Найкраще використання раніше опублікованих або записаних записів                           |                             | Номінація |
| 2003 | Satellite Awards                          | Golden Satellite Award (Найкраща акторська гра у кінофільмі, комедії або мюзиклі)          | Сем Роквелл                 | Номінація |

## Цікаві факти[11]
- Це режисерський дебют Джорджа Клуні.
- ЦРУ заперечило той факт, що Чак Барріс коли-небудь працював на них.
- У зв'язку з невеликим бюджетом, винагорода Джулії Робертс і Дрю Беррімор за фільм становила по 250 тис. доларів, як послуга для Клуні, Бред Пітт і Мет Деймон з'являлись безкоштовно.
- Переговори з приводу зйомок у цій картині вели Майк Майерс, Бен Стіллер, Джим Керрі, Джон Кьюсак, Джонні Депп. Всі вони планувалися на роль Берріса.
- Спочатку картину повинен був ставити Даррен Аронофскі, потім Брайан Сінгер.
- У своєму режисерському дебюті Джордж Клуні двічі зробив відсилання до своєї тітки, актрисі й співачці Розмарі Клуні. На сьомій хвилині під час екскурсії по студії NBC гід згадує, що її улюбленим шоу є «The Lux Show за участю Розмарі Клуні», а фінальні титри проходять під її пісню «There's No Business Like Show Business».
- У фільмі, ~ на 42-й хвилині, буквально на кілька секунд, в епізоді без слів, з'являються Бред Пітт і Метт Деймон.

## Знімальна група
- Режисер — Джордж Клуні
- Сценарист — Чарлі Кауфман
Чак Берріс
- Продюсер — Ендрю Лазар, Емі Майнд Коен, Стівен Еванс
- Композитор — Алекс Вурман

### Виноски
1. 1 2 3  Confessions of a Dangerous Mind: Release Info (англ.). Internet Movie Database. Архів оригіналу за 18 серпня 2013. Процитовано 14 вересня 2013.
2. 1 2 3  Confessions of a Dangerous Mind (англ.). Internet Movie Database. Архів оригіналу за 17 жовтня 2013. Процитовано 14 вересня 2013.
3. ↑  Confessions of a Dangerous Mind (англ.). The Numbers. Архів оригіналу за 10 вересня 2013. Процитовано 14 вересня 2013.
4. ↑  Confessions of a Dangerous Mind (англ.). Allmovie. Процитовано 14 вересня 2013.[недоступне посилання з липня 2019]
5. 1 2  Full cast and crew for Confessions of a Dangerous Mind (англ.). Internet Movie Database. Архів оригіналу за 26 березня 2016. Процитовано 14 вересня 2013.
6. ↑  Признания опасного человека. Премьеры (рос.). КиноПоиск. Архів оригіналу за 2 липня 2018. Процитовано 14 вересня 2013.
7. ↑  Confessions of a Dangerous Mind (англ.). Rotten Tomatoes. Архів оригіналу за 28 квітня 2016. Процитовано 14 вересня 2013.
8. ↑  Confessions of a Dangerous Mind (англ.). Metacritic. Архів оригіналу за 26 лютого 2014. Процитовано 14 вересня 2013.
9. ↑  Confessions of a Dangerous Mind (англ.). Box Office Mojo. Архів оригіналу за 28 грудня 2013. Процитовано 14 вересня 2013.
10. ↑  Awards for Confessions of a Dangerous Mind (англ.). Internet Movie Database. Архів оригіналу за 1 лютого 2021. Процитовано 14 вересня 2013.
11. ↑  Confessions of a Dangerous Mind. Trivia (англ.). Internet Movie Database. Архів оригіналу за 17 квітня 2016. Процитовано 14 вересня 2013.